# Sphagnum juliforme
Sphagnum juliforme är en bladmossart som beskrevs av H. Crum 1994. Sphagnum juliforme ingår i släktet vitmossor, och familjen Sphagnaceae. Inga underarter finns listade i Catalogue of Life.